# Lübben (Spreewald)
Lübben este un oraș din landul Brandenburg, Germania.

## Personalități marcante
- Karin Büttner-Janz, sportivă